# Ваља Тимишулуј (Караш-Северин)
Ваља Тимишулуј (рум. Valea Timișului) насеље је у Румунији у округу Караш-Северин у општини Букин. Oпштина се налази на надморској висини од 247 m. Насеље се у преводу на српски језик назива "Долина Тамиша".

## Прошлост
По "Румунској енциклопедији" место се први пут помиње 1690-1700. године. Године 1775. Србин генерал Папила је ту изградио себи резиденцију граничарску. За време рата 1788. године село и штаб су били уништени од стране Турака.
Аустријски царски ревизор Ерлер је 1774. године констатовао да место "Корпа" припада Тамишком округу, Карансебешког дистрикта. Село има милитарски статус, а становништво је било претежно влашко.

## Становништво
Према подацима из 2002. године у насељу је живело 590 становника, од којих су сви румунске националности.